# Анте Чачич
Анте Чачич (хорв. Ante Čačić, нар. 29 вересня 1953, Загреб) — хорватський футбольний тренер. Протягом 2015—2017 років очолював тренерський штаб національної збірної Хорватії.

## Кар'єра тренера
На професійному рівні у футбол не грав. Отримав освіту на факультеті фізичної культури Загребського університету.
Тренерську кар'єру з футбольними командами розпочав 1986 року. Працював з командами «Пригор'є» (Маркушевець), ТПК і «Задар». З останньою командою брав участь у першому розіграші створеного 1992 року вищого дивізіону чемпіонату Хорватії.
Того ж 1992 року очолив друголігову загребську «Дубраву», яка під його керівництвом виборола право виступів у Першій лізі сезону 1993/94. Проте сам тренер той сезон розпочав на чолі іншої команді елітної футбольної ліги країни, «Інкера» (Запрешич). Протягом 1990-х встиг змінити ще декілька хорватських вищолігових клубів, працював з 
«Осієком», «Задаром», «Славен Белупо», «Кроацією» (Сесвете). Протягом 1994—1998 років суміщав клубну роботу з роботою помічника головного тренера молодіжної збірної Хорватії. На початку 2000-х знову працював з «Інкером» (Запрешич).
2004 року прийняв пропозицію від співвідчизника Ілії Лончаревича увійти до очолюваного тим тренерського штабу національної збірної Лівії. Під час перебування в Африці, паралельно з роботою в національній команді працював з молодіжною збірною Лівії, яка під його керівництвом стала бронзовим призером Середземноморських ігор 2005 року.
2006 року повернувся на батьківщину, де став головним тренером команди «Камен Інград», а за рік утретє на декілька місяців став головним тренером «Інкера» (Запрешич).
Після декількарічної паузи повернувся до тренерської роботи у 2011 році, ставши очільником тренерського штабу «Локомотиви». Протягом наступних декількох років встиг також попрацювати із загребским «Динамо», «Радником» (Сесвете) та словенським «Марибором», а також вже знайомими йому «Славен Белупо» та загребською «Локомотивою».

### Збірна Хорватії
У жодному з цих клубів Чачич надовго не затримався і особливих успіхів із жодним з них не досяг. Тим більш неочікуваним стало рішення Хорватського футбольного союзу призначити у вересні 2015 року саме цього спеціаліста новим головним тренером національної збірної Хорватії після звільнення з цієї посади Ніко Ковача. Ковача було звільнено після двох невдалих ігор збірної в рамках групового етапу відбору до Євро-2016, в яких хорвати не змогли здобути перемогу над скромною збірною Азербайджану (0:0), а за декілька днів зазнали поразки від прямих конкрентів за вихід до фінальної частини турніру норвежців (0:2). До завершення групового турніру лишалося два матчі, які збірна Хорватії під керівництвом нового тренера виграла. Це, а також поразка збірної Норвегії від італійців, дозволило хорватам пробитися на Євро-2016 напряму з другого місця у групі.
На Євро-2016 очолювана Чачичем команда посіла перше місце у груповому турнірі, здолавши в очному протистоянні фаворитів своєї групи, іспанців. Проте вже у першому раунді плей-оф хорвати мінімально поступилися збірній Португалії, яка трохи згодом і стала переможцем континентальної першості.
У кваліфікації до Чемпіонату світу 2018 хорвати розглядалися як основні фаворити своєї відбіркової групи, проте втратили важливі очки по ходу турніру, зокрема здобувши лише одну нічию у двох іграх проти збірної Туреччини. Коли ж у передостанньому турі команда не змогла зберегти перевагу в рахунку у грі проти одного з аутсайдерів групи, збірної Фінляндії, чим суттєво погіршила свої шанси на вихід до фінальної частини мундіалю, 7 жовтня 2017 року Анте Чачича було звільнено зі збірної Хорватії.

## Титули і досягнення
- Володар Суперкубка Словенії (1):

«Марибор»: 2013
- Чемпіон Хорватії (1):

«Динамо»: 2021-22
- Володар Суперкубка Хорватії (1):

«Динамо»: 2022